# Oktiábrskoye (Rostov)
Oktiábrskoye (del ruso: Октябрьское) es un selo del raión de Zernograd del óblast de Rostov de Rusia. Está situado en la confluencia del río Kugo-Yeya y sus afluentes, el Gaidamachka (izquierda) y Yegorlychok, 39 km al sur de Zernograd y 95 km al sureste de Rostov del Don, la capital del óblast. 
Pertenece al municipio Guliái-Borísovskoye.